# Lacubegi
Lacubegi (o quizás Lacubeg) es una deidad indígena pre-romana mencionada en la inscripción en latín de un altar aparecida en Ujué (Uxue), Navarra, España. El nombre de este dios o diosa ha sido documentado únicamente en la inscripción de ese altar.

## Altar
Descubierto en 1929, el altar en el que se encuentra la inscripción es un prisma recto con base cuadrada. El cuerpo central presenta la inscripción en el frente y relieves en los laterales. La inscripción está muy bien ejecutada con caracteres regulares, correctamente alineados y espaciados. A ambos lados se representa la cabeza de un toro, con un diseño sencillo y cuidado. El zócalo y la cornisa tienen molduras, aunque el frente de la cornisa está truncado. Ambos bordes se encuentran muy deteriorados, y en el lado izquierdo hay una fractura importante en la imagen del toro.
El texto de la inscripción nos informa de la ofrenda hecha por Coelii Telesphoros, Festa y Telesinus a Lacubegi. Este altar se encuentra junto a otro similar, del mismo origen, pero sin el relieve lateral, dedicado al dios romano Júpiter con motivos similares.

## Inscripción
- El texto dice: Coelii Te / sphoros / et Festa / et Telesi / nus Lacu / begi ex / voto
- Tamaño: 46x35cm
- Módulo de letras: 4,5 cm
- Tipo de fuente: mayúscula cuadrada monumental, letras regulares
- Traducción: "Coelii Telesphoros y Festa y Telesinus ofrecen esto a Lacubeg(i?) por juramento".

El oferente puede ser liberto o esclavo, sólo uno de los oferentes tiene dos nombres (nomen y cognomen) y puede ser la única persona libre mencionada. Por otro lado, Telesinus, al igual que el cognomen Telesphoros, son nombres de origen griego, y considerando que a los esclavos normalmente se les daba nombres griegos, los dos hombres y la mujer probablemente debían ser esclavos o ex-esclavos (hombres libres).
Por otro lado, hay que tener en cuenta que la -i final del nombre Lacubegi puede ser la marca del dativo latino. De ser así, el nombre del dios o diosa en su forma nominativa sería Lacubeg.

## Cabeza de toro
En un lado del altar con la inscripción de Lacubegi, se representaba en relieve una cabeza de toro. Para algunos sería la representación de un dios o diosa y para otros, la representación de un toro ofrecido en sacrificio, o la representación del propio sacrificio. Al fin y al cabo, a ambos lados de los altares romanos era común colocar objetos sacrificiales, por ejemplo, cántaros utilizados en las ceremonias para verter líquidos, una cochleare (una especie de cuchara), una secéspita (cuchillo), etc. En cualquier caso, el monumento de Uxue se ha asociado a altares taurobólicos que han aparecido en bastantes otros lugares del País Vasco, por ejemplo, el encontrado en Amurrio. La historiadora Alicia María Canto ha relacionado el de Uxue con otros altares con cabeza de toro-vaca y ha propuesto que se trataría de un culto asociado a la Luna que tendría su epicentro en Uxue.

## Significado del teónimo
El altar apareció en la ermita de Andra María en la localidad de Zuria, en la sacristía de la misma. Cerca de Ujué está el emplazamiento de Lakubeli, cuyo nombre podría, hipotéticamente, estar relacionado.
A partir del euskera se ha propuesto que el nombre puede tener dos componentes: "lago" (laku) y "ojo" (begi) o "vaca" (behi). Patxi Salaberri dice que el primer término se utiliza para indicar un lago, un lugar acuoso. José Vicente Huarte también dice que "laku" es una zona acuosa, un préstamo temprano del latín, pero va más allá y lo asocia con el inframundo y la fertilidad.
La inscriptión se exhibe actualmente en el Museo de Navarra.